# Nikoła Szipkowenski
Nikoła Szipkowenski (bułg. Никола Шипковенски, ur. 19 grudnia 1906 w Trojanie, zm. 8 kwietnia 1976 w Sofii) – bułgarski lekarz psychiatra, profesor Uniwersytetu w Sofii. Był autorem wydanej po niemiecku monografii o psychopatologii morderstw i monografii poświęconej jatrogenii, przetłumaczonej na niemiecki, japoński i angielski.

## Wybrane prace
- Schizophrenie und Mord: ein Beitrag zur Biopsychopathologie des Mordes. J. Springer, 1938
- Умствена недоразвитост и невменяемост, 1955
- Съдебнопсихиатрични проблеми на травмената болест на мозъка, 1955
- Циклофрения и убийство, 1957
- Болестни реакции на личността – невроза и психогенни психози, 1961
- Слабоумие и престъпление, 1962
- Schwachsinn und Verbrechen. Jena: Fischer, 1962
- Ятрогения или освобождаваща психотерапия – кръстопът на всеки лекар, 1963
- Psychotherapy versus Iatrogeny. Detroit: Wayne State University Press, 1977